# Lambrakis Press Group
Lambrakis Press Group (греч. Δημοσιογραφικός Οργανισμός Λαμπράκη, ΔΟΛ) — греческий медиахолдинг, основанный в 1957 году греческим предпринимателем Христосом Ламбракисом. На современном этапе Lambrakis Press Group принадлежат наиболее популярные и влиятельные греческие СМИ, в частности газеты Та Неа, То Вима, портал in.gr. Некоторое время Lambrakis Press Group принадлежал телеканал Mega Channel.